# І.Б.І. (Цілком таємно)

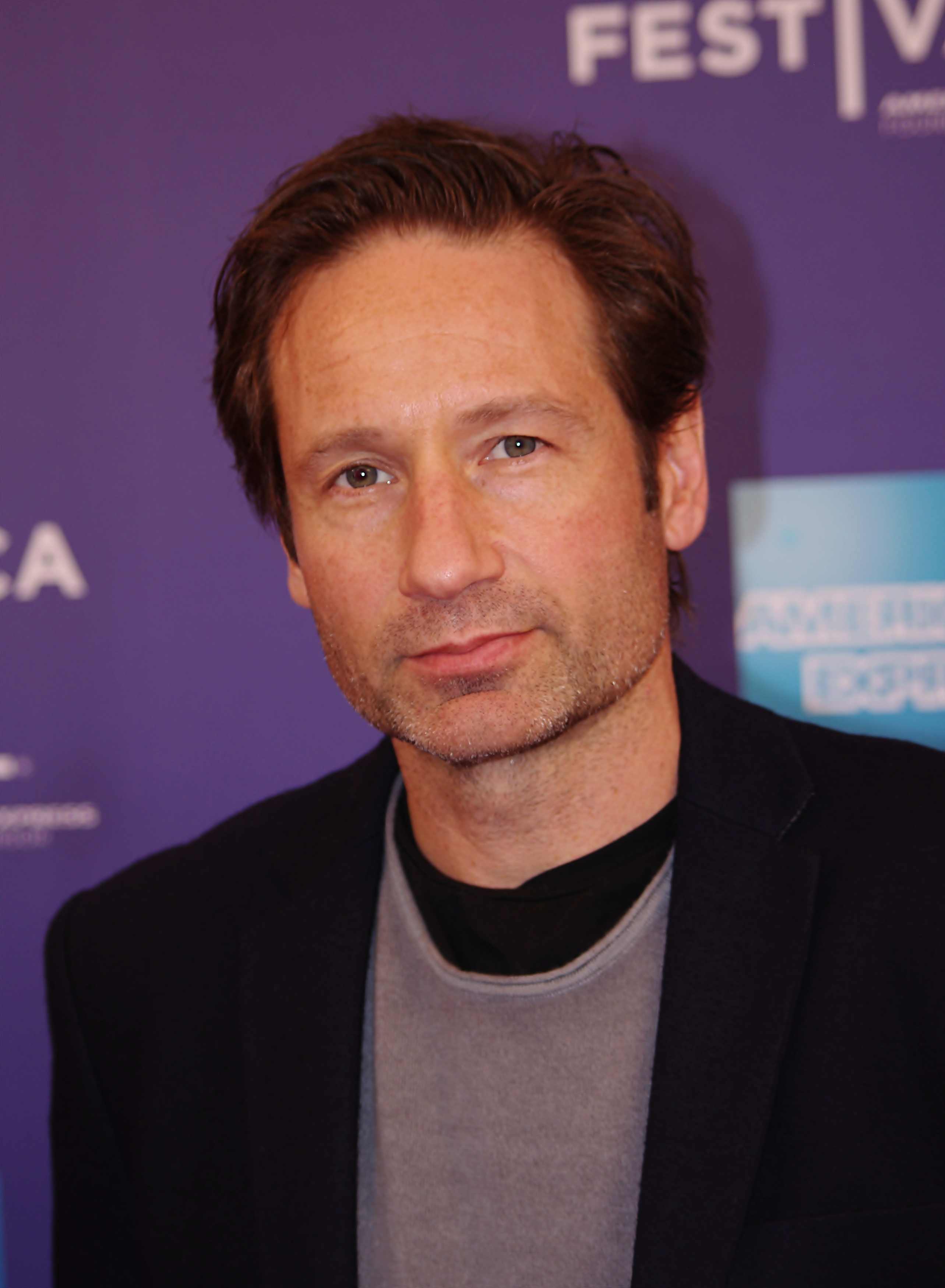

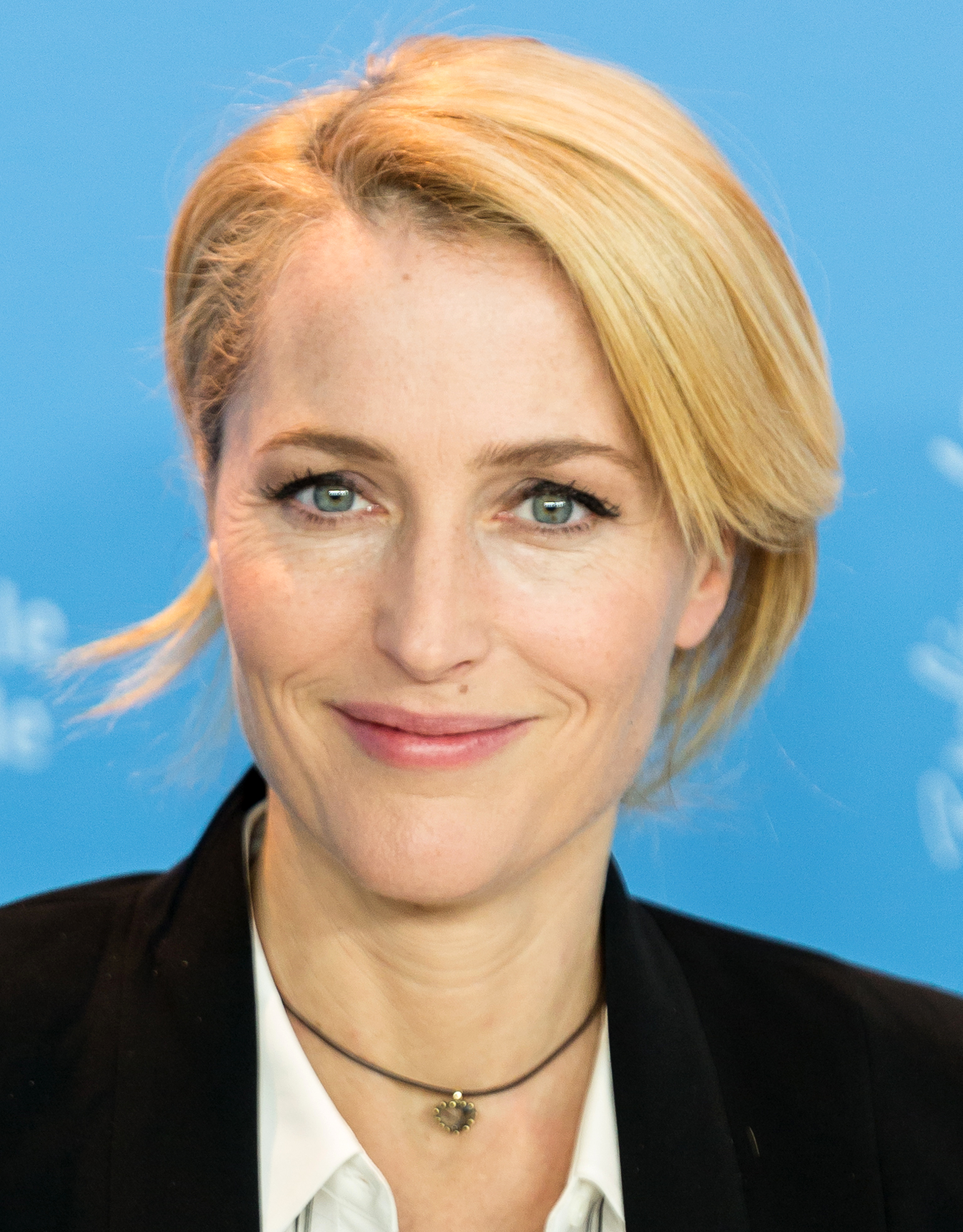

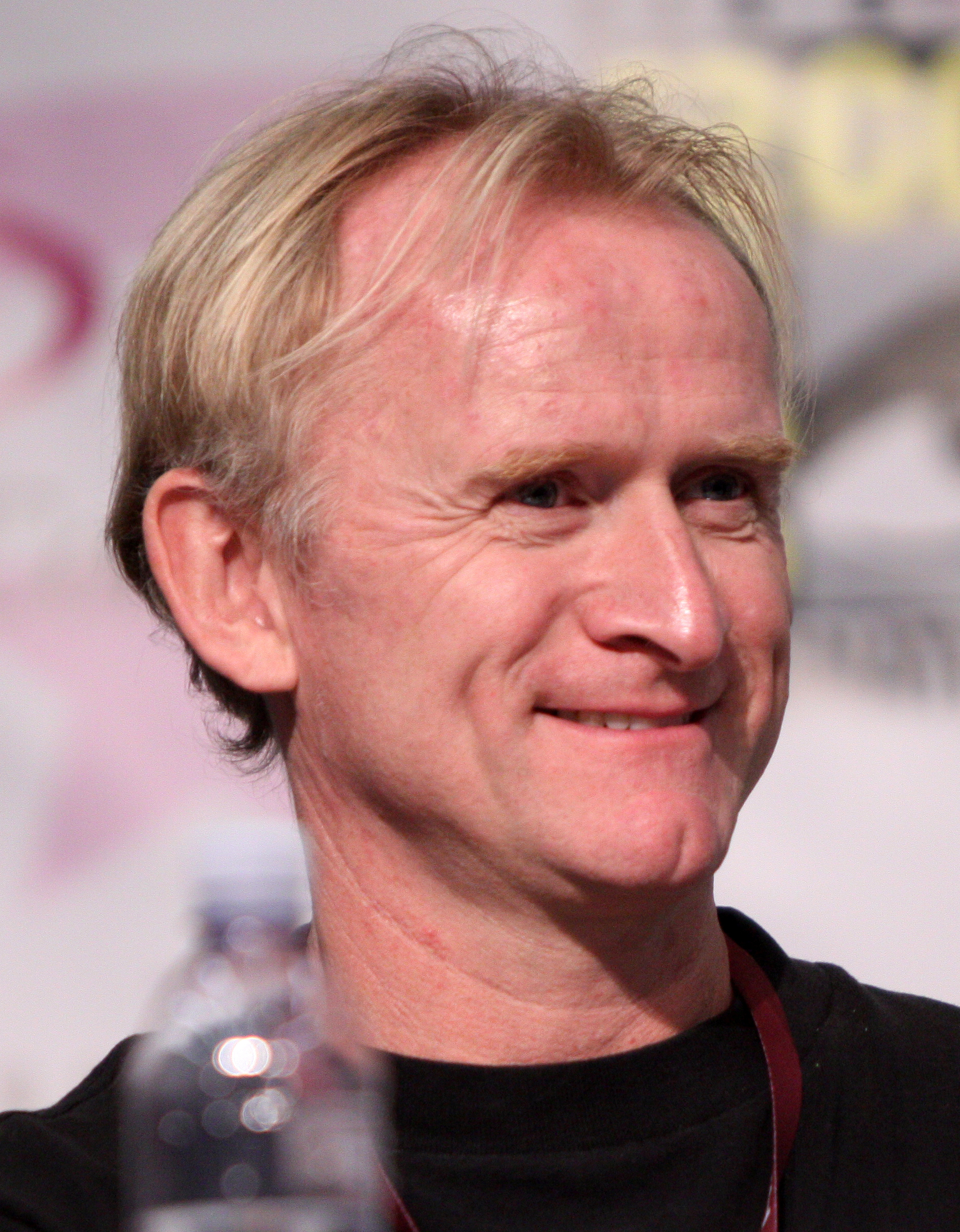

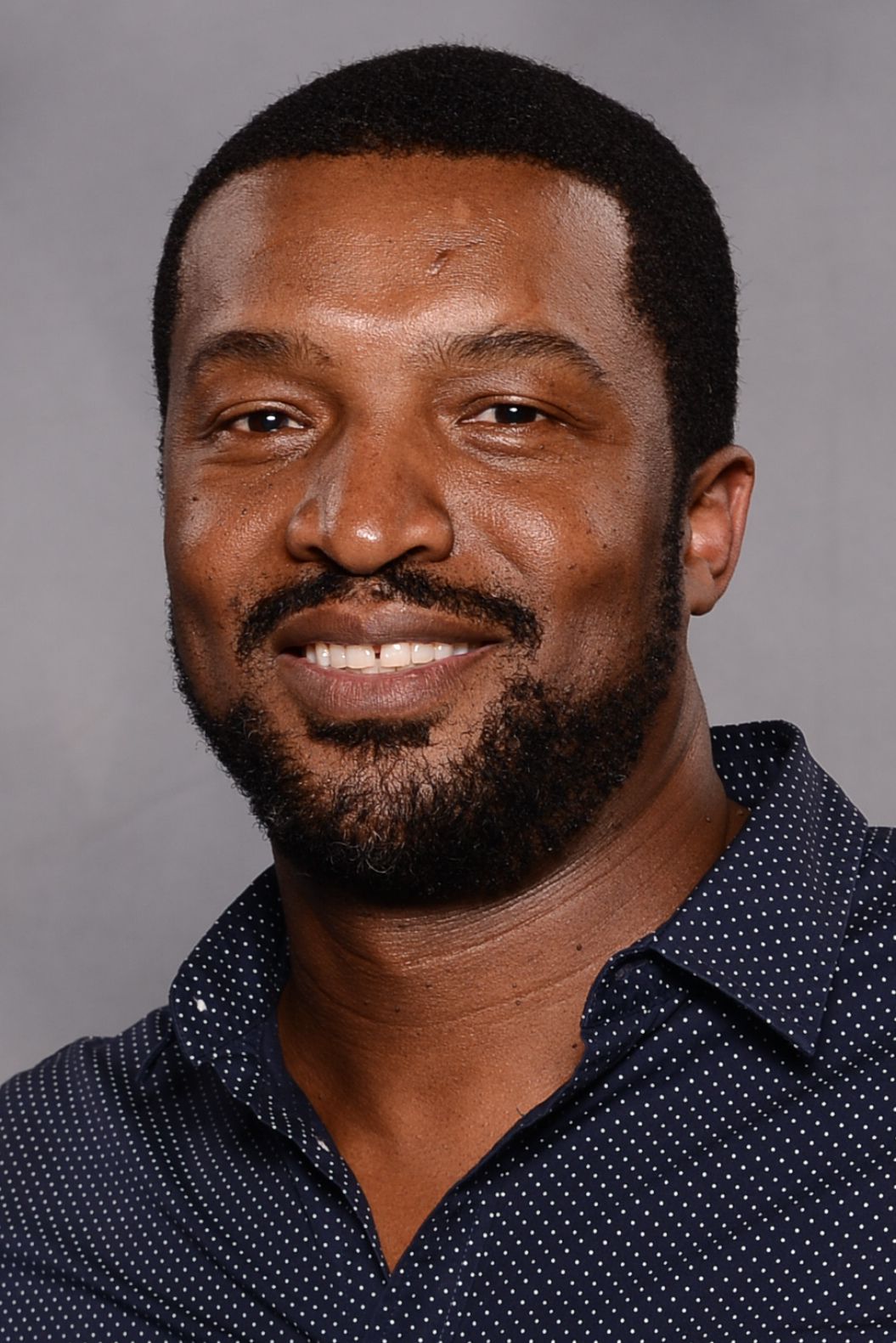

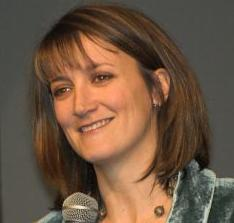

І. Б.І. (іншоземний біологічний індивід) — сімнадцята частина першого сезону серіалу «Цілком таємно» («Секретні матеріали»).

## Короткий зміст
Ірацький винищувач збиває НЛО поряд з іраксько-турецьким кордоном — при цьому останнього на наземних радарах видно не було до атаки на винищувач. Згодом в Регані (Теннессі) водій вантажівки Ранейм стріляє в щось у темряві, коли над ним пролітє НЛО. Агенти Малдер й Скаллі наступного дня займаються розслідуванням явища, однак водія місцева влада, не бажаючи співробітничати з ФБР, швидко відпускає. Жінка ненадовго позичає ручку Скаллі, в швидкому часі агентам доводиться повертатися до Вашингтона.
По поверненні Малдер представляє Скаллі «Одиноких стрільців», котрих описує як групу опозиційно налаштованих до уряду хлопців, котрі слідкують, щоб не чинилися протизаконні дії. Повернувшись до штаб-квартири ФБР, Скаллі в свої ручці виявляє пристрій стеження. Після зустрічі з «Глибокою горлянкою» у Малдера з'являються документи щодо перехопленої ірацької шифровки про збитий НЛО. Скаллі продовжує розслідування та з'ясовує, що у вантажівки Ранейма 2000 фунтів додаткової ваги, насправді ж водія зовуть Френк Дрюс.
Вантажівка рухається в штат Колорадо. Малдер в своїй квартирі стрічається з «Глибокою горлянкою» та отримує від нього фотографії НЛО, зроблені в Форт-Бенінгу, штат Джорджія. Малдер переконаний, що вантажівка — то «підсадна качка», однак подальший детальний аналіз вказує на підробленість світлини. Малдер свариться з «Глибокою горлянкою», той зізнається в брехні. Малдер і Скаллі відриваються від переслідувачів та рухаються до Лас-Вегасу.
Агенти знаходять вантажівку та переслідують її, в цьому часі зіштовхуються з дивними атмосферними явищами. Вантажівка зупиняється, її шофер зникає, як і іншоземний біологічний індивід, кторого транспортували в трейлері. За допомогою MUFON (Mutual UFO Network) та NIKAP (National Investigations Committee On Aerial Phenomena) Малдер відстежує місцезнаходження Дрюса та ІБІ — вони на електростанції в штаті Вашингтон.
За допомогою «Одиноких стрільців» Малдер та Скаллі здобувають несправжні посвідки та проникають на територію електростанції. В швидкому часі через незання дрібниць їх розсекречують, Малдеру вдається утекти від охорони через заборонену зону та майже наближається до невідомої істоти, коли його зупиняє охорона. З'являється «Глибока горлянка» та відкликає охорону, повідомивши Фоксу, що ІБІ мертвий. Також він повідомляє про міжнародну угоду, підписану керівниками великих країн після Розвельського інциденту, згідно якої усі іншопланетні організми мають бути ліквідовані — тією країною, на території якої він опинився. І що він є одним з трьох осіб в США, котрі приводять рішення угоди до виконання. Після цього «Глибока Горлянка» дозволяє агентам відійти.

## Знімались
| Актор             | Роль                     |
| ----------------- | ------------------------ |
| Девід Духовни     | Фокс Малдер              |
| Джилліан Андерсон | Дейна Скаллі             |
| Джеррі Гардін     | Глибока Горлянка         |
| Брюс Гарвуд       | Джон Фітцджеральд Байєрс |
| Том Брейнвуд      | Мелвін Фрогікі           |
| Дін Гаглунд       | Річард Ленглі            |
| Роджер Кросс      | офіцер Грін              |
| Еллі Гарві        | білетерка                |

## Принагідно
- E.B.E.
- E.B.E.